# Středoslovenský kraj

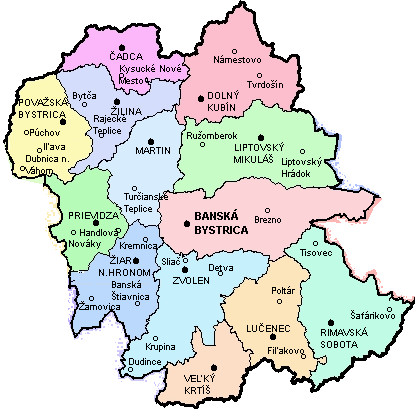
Mapa Středoslovenského kraje s okresy a nejvýznamnějšími městy

Středoslovenský kraj (slovensky Stredoslovenský kraj) byl vyšší administrativní jednotka Československa, existující v letech 1960–1969 a 1971–1990. Rozkládal se zhruba na území dosavadního Žilinského, Banskobystrického a malé části Nitranského kraje. Tvořil střední část pozdější Slovenské socialistické republiky a zabíral asi 35 % její plochy, přičemž byl nejrozsáhlejším krajem v rámci celé ČSSR. Hraničil na severu s Polskem, na jihu s Maďarskem a vnitrostátní hranice měl na severozápadě se Severomoravským krajem, na západě krátce s Jihomoravským krajem, na jihozápadě se Západoslovenským krajem a na východě s Východoslovenským krajem. Krajským městem byla určena Banská Bystrica, umístěná v rámci kraje výhodněji (více uprostřed) než tehdy větší Žilina. Velikost obou měst se posléze přibližně vyrovnala. Třetím největším městem kraje byl Martin a v jižní části kraje byly největšími centry Zvolen a Lučenec. K 1. červenci 1969 byly kraje na Slovensku zrušeny, obnoveny byly od 1. ledna 1971.
Kraje byly na Slovensku zrušeny k 19. prosinci 1990, nové kraje vznikly v roce 1996. Na území někdejšího Středoslovenského kraje byly vytvořeny kraje Žilinský, Banskobystrický a částečně Trenčínský.

## Geografie
Středoslovenský kraj byl nejvíce vertikálně členitým krajem Československa. Jeho západní a severní hranici tvořila pásma Vnějších Západních Karpat. Hranici se západním Slovenskem tvořila úbočí Strážovských vrchů, Vtáčniku a Štiavnických vrchů, jižní hranici řeka Ipeľ a Cerová vrchovina, a hranice s východním Slovenskem vedla zhruba po okraji povodí Váhu a Hronu a územím Gemeru. Nejvyšší horou kraje byla Bystrá (2 248 m n.m.) v Západních Tatrách. Nejníže položenou oblastí kraje byla Jihoslovenská kotlina na hranicích s Maďarskem (kolem 150 m). Územím kraje se táhla pohoří Malá Fatra, Velká Fatra, Roháče, Nízké Tatry a západní konec Slovenského rudohoří, mezi nimiž se rozkládaly velké kotliny. Severní oblasti kraje odvodňovala řeka Váh s přítoky Orava, Kysuca a Turiec. Střední částí kraje protékal v několikrát zalomeném údolí Hron s přítokem Slatinou, jižní okraj náležel povodí Iplu a jihovýchodní část kraje k povodí Slané, zejména pak jejího přítoku Rimava.
Z historicko-kulturního hlediska zahrnoval Středoslovenský kraj Horní Pováží s Kysucemi, Oravu, Turiec, Liptov, Zvolensko, Horní Ponitří, část Tekova, slovenskou část Novohradu, část Hontu, Malohont a část Gemeru. Nacházela se zde také středověká hornická města Banská Štiavnica a Kremnica
Kraj měl 13 okresů, rozlohu necelých 18 000 km² a okolo 1,5 milionu obyvatel. Průměrná hustota zalidnění kraje činila 80–85 obyv./km².
Poštovní směrovací čísla začínala číslicí 9 (jižní část kraje) respektive 0 (severní část kraje), čísla dopravních závodů ČSAD ve Středoslovenském kraji začínala číslicí 9.
Kraje byly na Slovensku zrušeny s platností od 19. prosince 1990. Po vzniku samostatné Slovenské republiky v roce 1993 se začalo pracovat na novém administrativním uspořádání státu. Od 1. července 1996 vzniklo na Slovensku 8 nových krajů. Na území bývalého Stredoslovenského kraje vznikl Žilinský kraj a Banskobystrický kraj. Bývalé okresy Považská Bystrica a Prievidza připadly Trenčínskému kraji. Došlo také k výrazným územním změnám ve struktuře okresů. Mnohá města se nově stala sídly okresů.
- Okres Banská Bystrica: Okres Banská Bystrica, Okres Brezno
- Okres Čadca: Okres Čadca, Okres Kysucké Nové Mesto
- Okres Dolný Kubín: Okres Dolný Kubín, Okres Námestovo,Okres Tvrdošín
- Okres Liptovský Mikuláš: Okres Liptovský Mikuláš, Okres Ružomberok
- Okres Lučenec: Okres Lučenec, Okres Poltár
- Okres Martin: Okres Martin, Okres Turčianske Teplice
- Okres Považská Bystrica: Okres Ilava, Okres Považská Bystrica, Okres Púchov
- Okres Prievidza: beze změny
- Okres Rimavská Sobota: změny pouze v počtu obcí
- Okres Veľký Krtíš: beze změny
- Okres Zvolen: Okres Detva, Okres Krupina, Okres Zvolen
- Okres Žiar nad Hronom: Okres Banská Štiavnica, Okres Žarnovica, Okres Žiar nad Hronom
- Okres Žilina: Okres Bytča, Okres Žilina

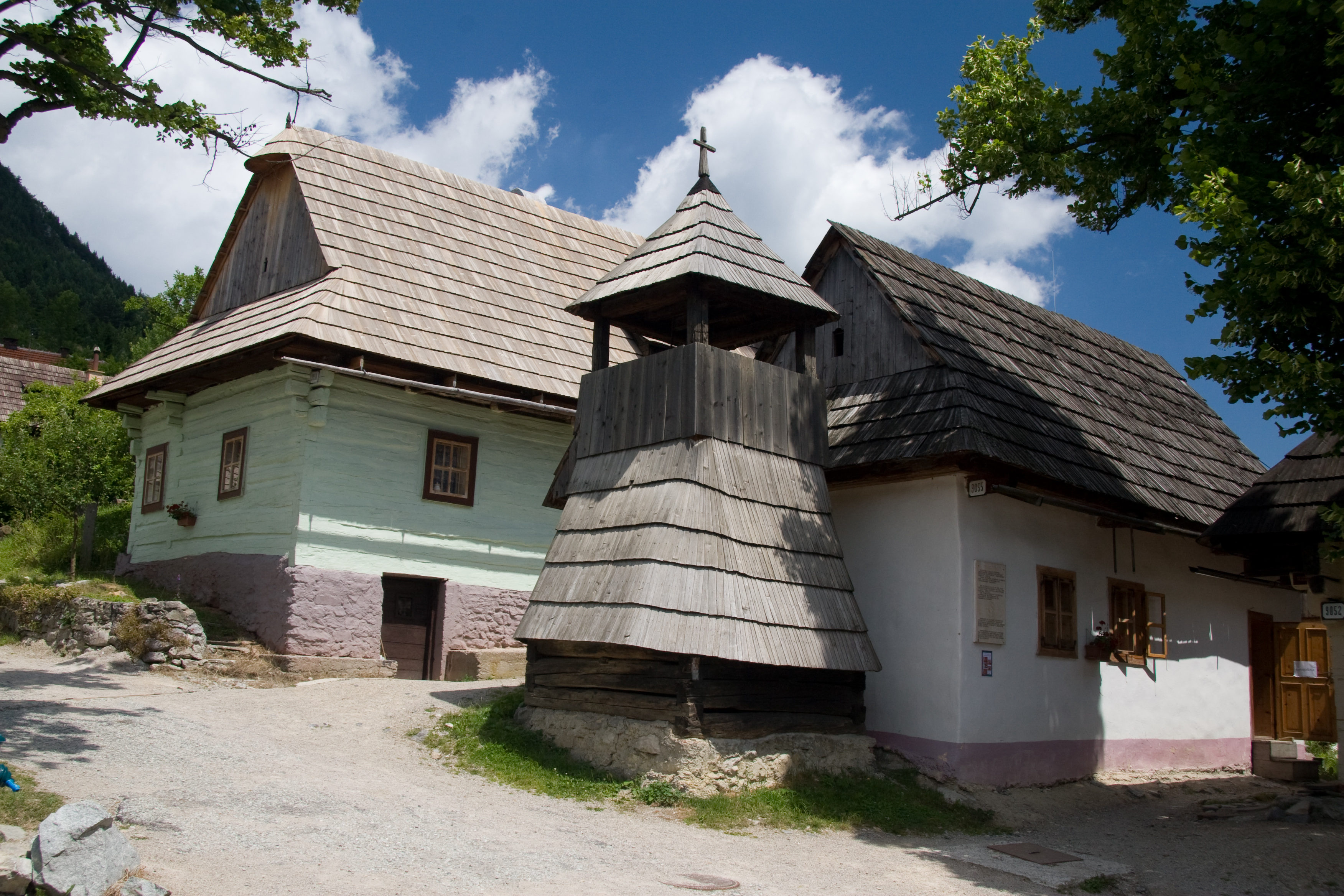
Lidová architektura v osadě Vlkolínec u Ružomberku

| Č. | Okres             | Býv. SPZ | Rozloha (km²) | Poč. obyv. (1.1.1978) | Hust.zal. |
| -- | ----------------- | -------- | ------------- | --------------------- | --------- |
| 1  | Banská Bystrica   | BB,BC    | 2.076         | 157.315               | 76        |
| 2  | Čadca             | CA       | .936          | 118.747               | 127       |
| 3  | Dolný Kubín       | DK       | 1.661         | 102.901               | 62        |
| 4  | Liptovský Mikuláš | LM       | 1.966         | 124.193               | 63        |
| 5  | Lučenec           | LC       | 1.312         | 95.757                | 73        |
| 6  | Martin            | MT       | 1.127         | 102.163               | 91        |
| 7  | Považská Bystrica | PX       | 1.194         | 149.435               | 125       |
| 8  | Prievidza         | PD       | .959          | 124.820               | 130       |
| 9  | Rimavská Sobota   | RS       | 1.815         | 98.251                | 54        |
| 10 | Vel'ký Krtíš      | VK       | .874          | 45.062                | 52        |
| 11 | Zvolen            | ZV       | 1.697         | 114.067               | 67        |
| 12 | Žiar nad Hronom   | ZH       | 1.264         | 93.619                | 74        |
| 13 | Žilina            | ZI,ZA    | 1.095         | 166.414               | 152       |